# Tournai
Tournai (tiếng Hà Lan Doornik, tiếng Latin: Tornacum) là một thành phố và đô thị của Bỉ, cự ly 85 km về phía tây nam của Brussels, bên sông Scheldt, trong tỉnh Hainaut.
Đô thị Tournai gồm các đô thị cũ 
Ere, Saint-Maur, Orcq, Esplechin, Froyennes, Froidmont, Willemeau, Ramegnies-Chin, Templeuve, Chercq, Blandain, Hertain, Lamain, Marquain, Gaurain-Ramecroix, Havinnes, Beclers, Thimougies, Barry, Maulde, Vaulx, Vezon, Kain, Melles, Quartes, Rumillies, Mont-Saint-Aubert, Mourcourt và Warchin.
Tournai được xem là một trong những địa điểm văn hóa quan trọng nhất ở Bỉ. Các công trình có kiến trúc Rôman gồm nhà thờ đức bà Tournai và belfry đã được UNESCO công nhận là di sản thế giới.

## Dân địa phương nổi tiếng
- Gilles Li Muisis, French (thế kỷ 13), họa sĩ Roger van der Weyden, họa sĩ Jacques Daret, nhà soạn nhạc Pierre de La Rue, nhà văn Marc Quaghebeur, kiến trúc sư Xaveer De Geyter.

## Hình ảnh

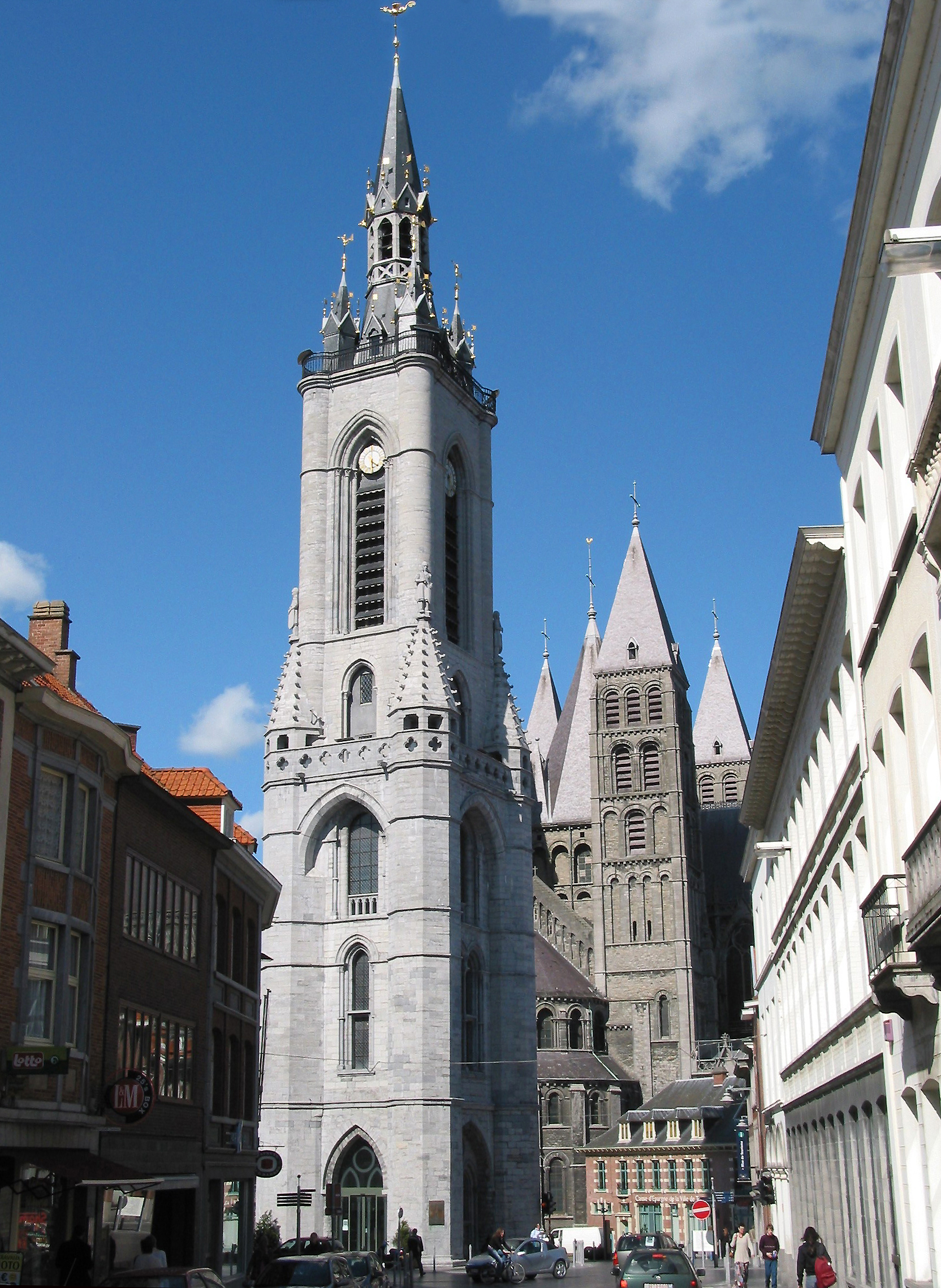
Tháp chuông Tournai
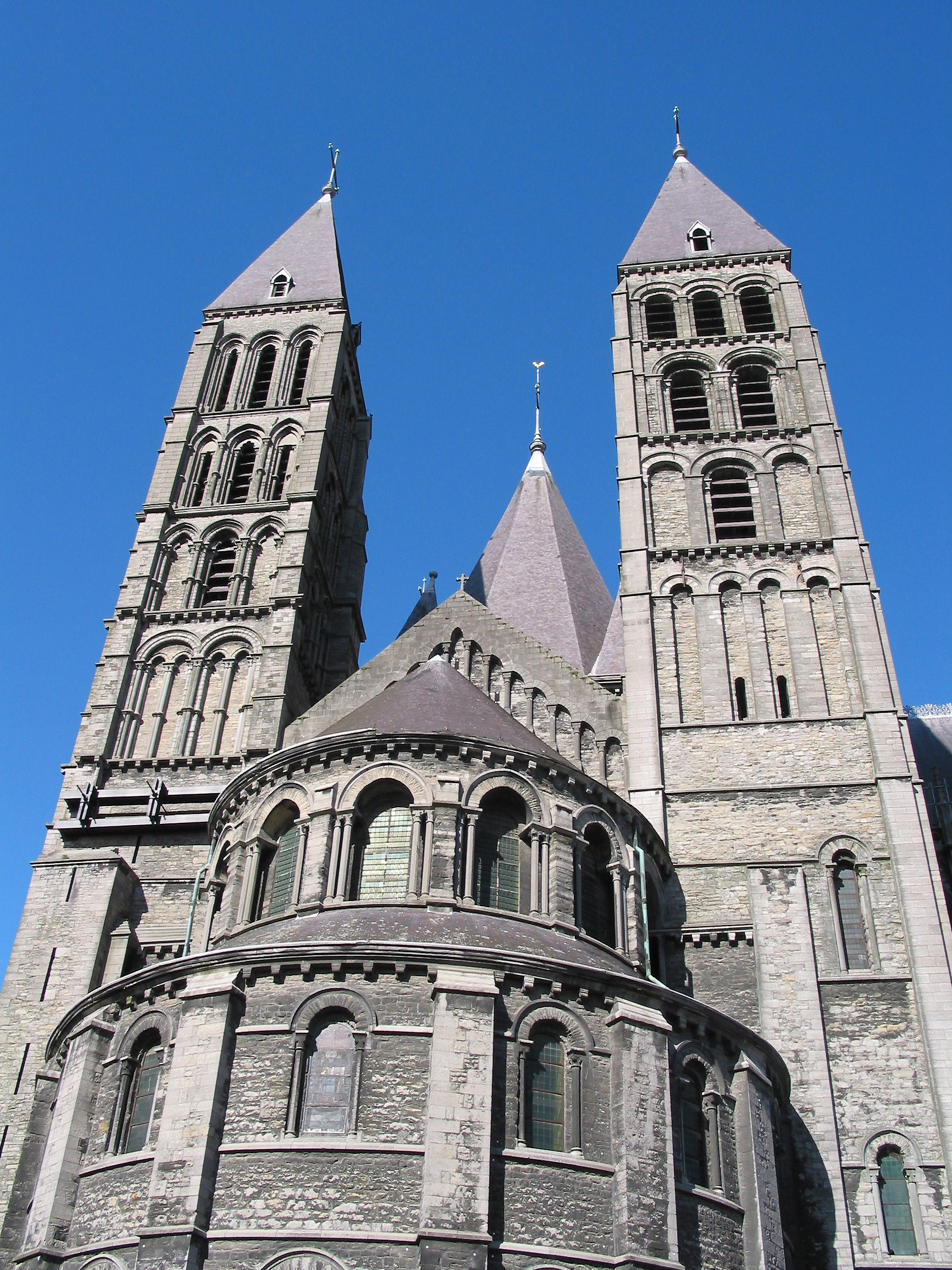
Giáo đường Notre Dame de Tournai
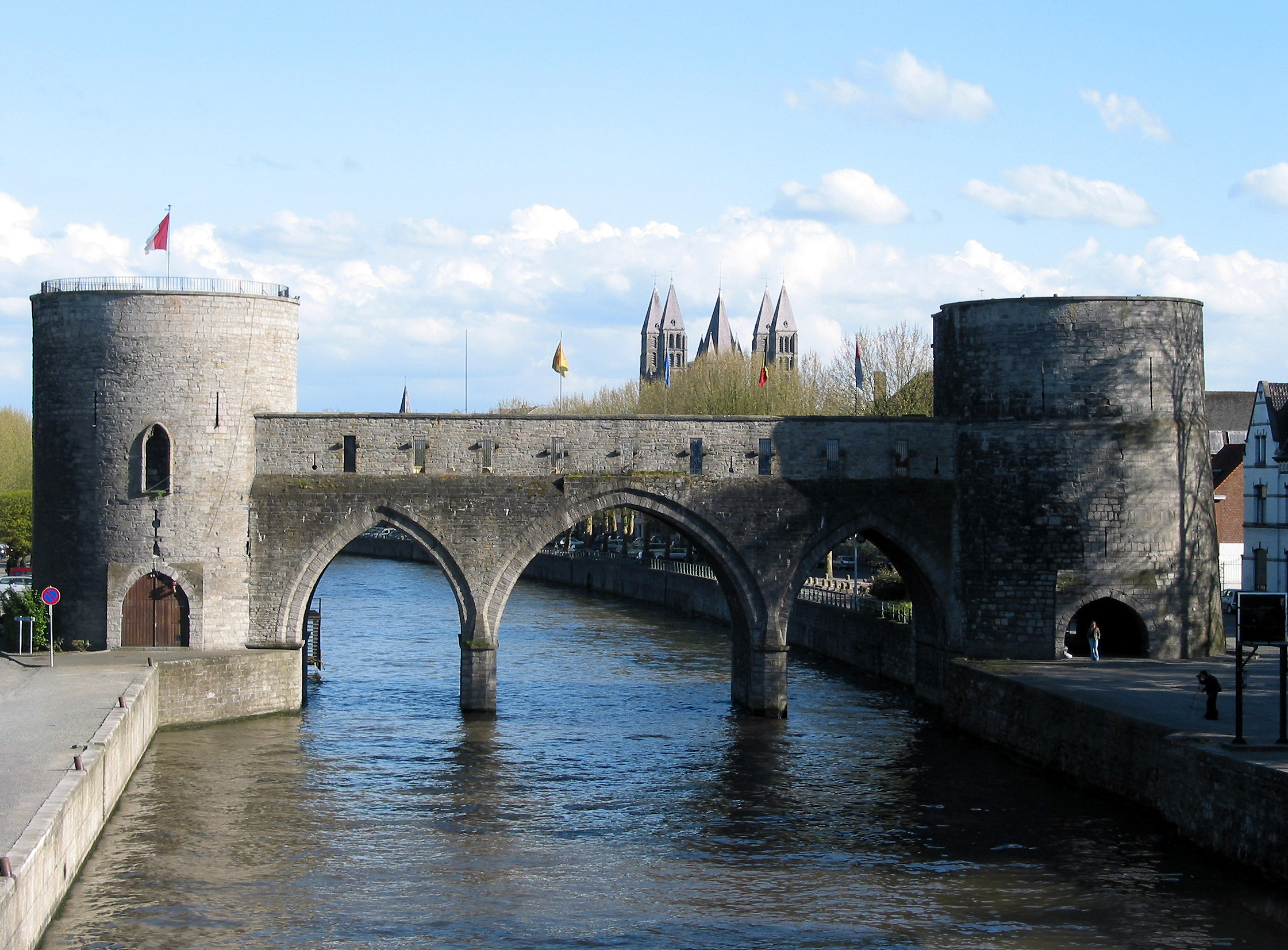
"Pont des Trous" bắc qua Scheldt
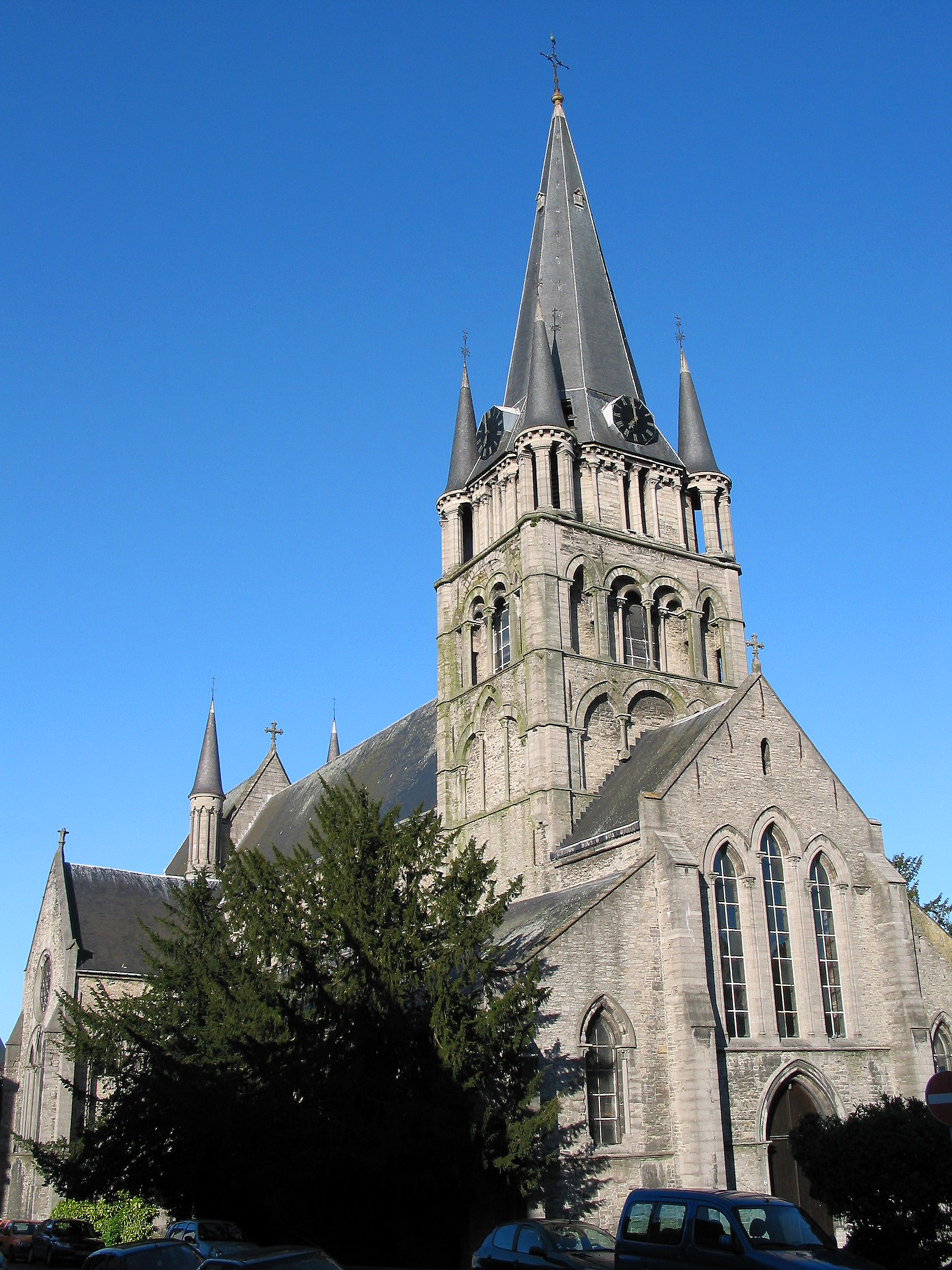
Nhà thờ Saint-Jacques
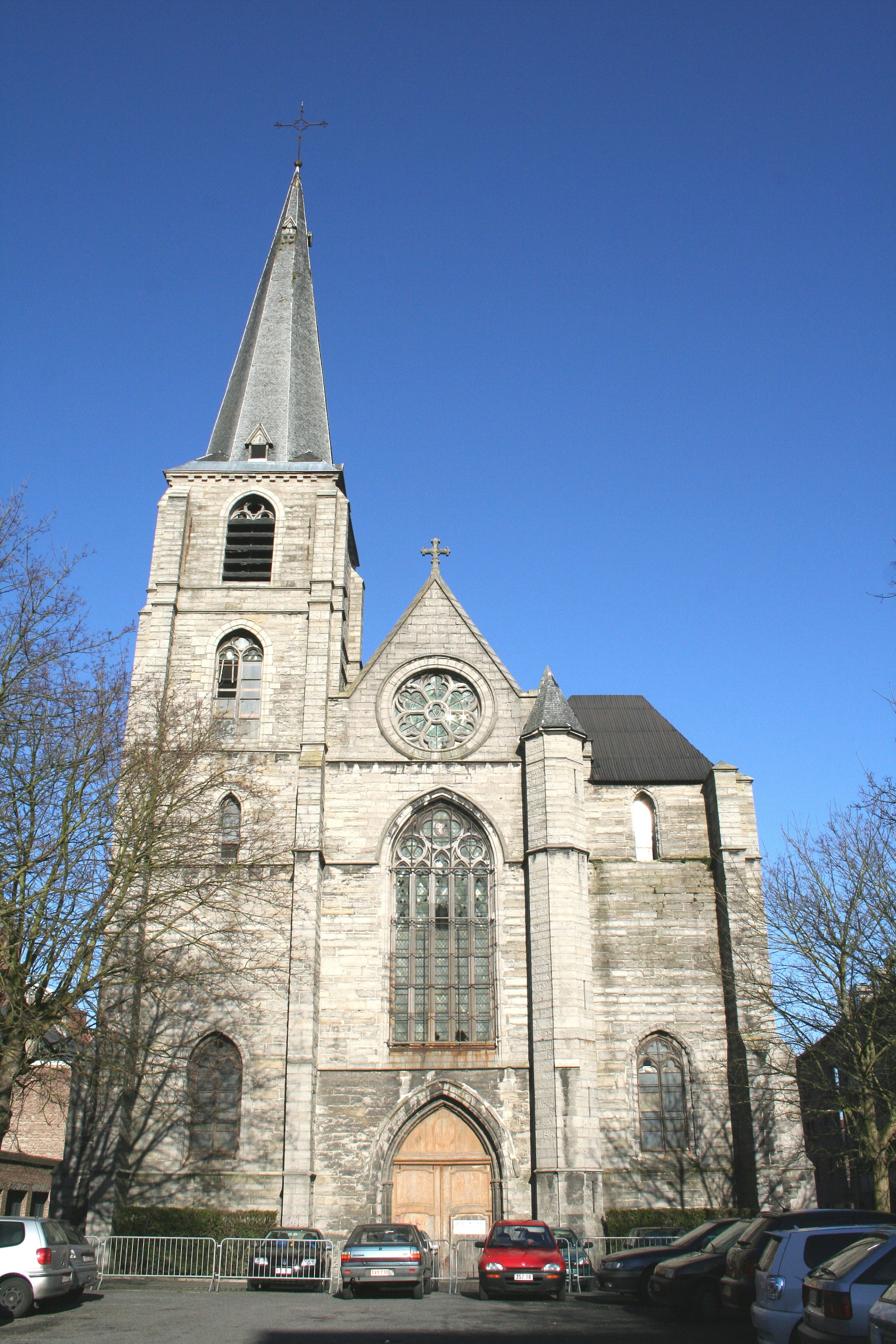
Nhà thời Sainte-Marie-Madeleine
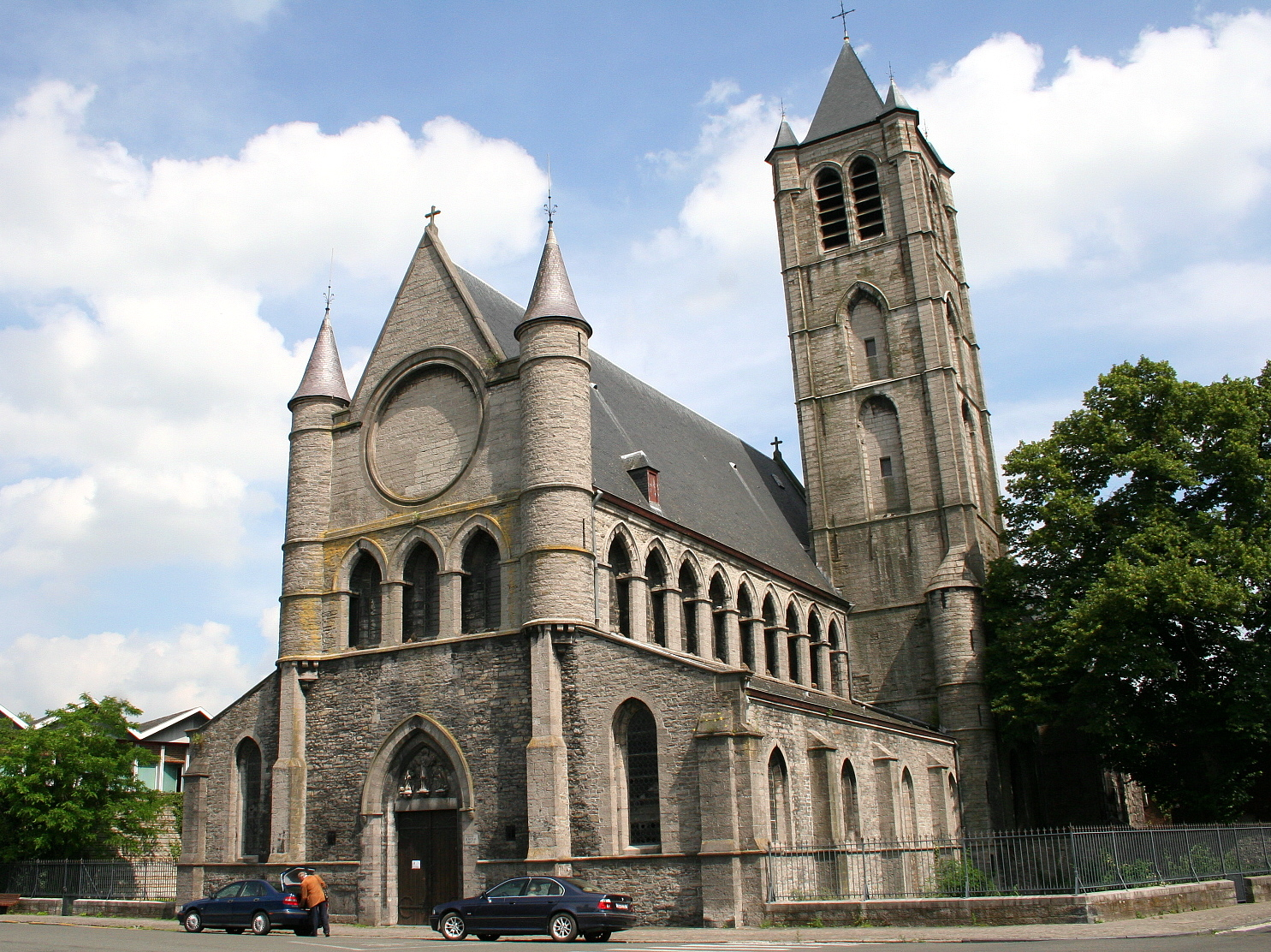
Nhà thờ Saint-Nicolas
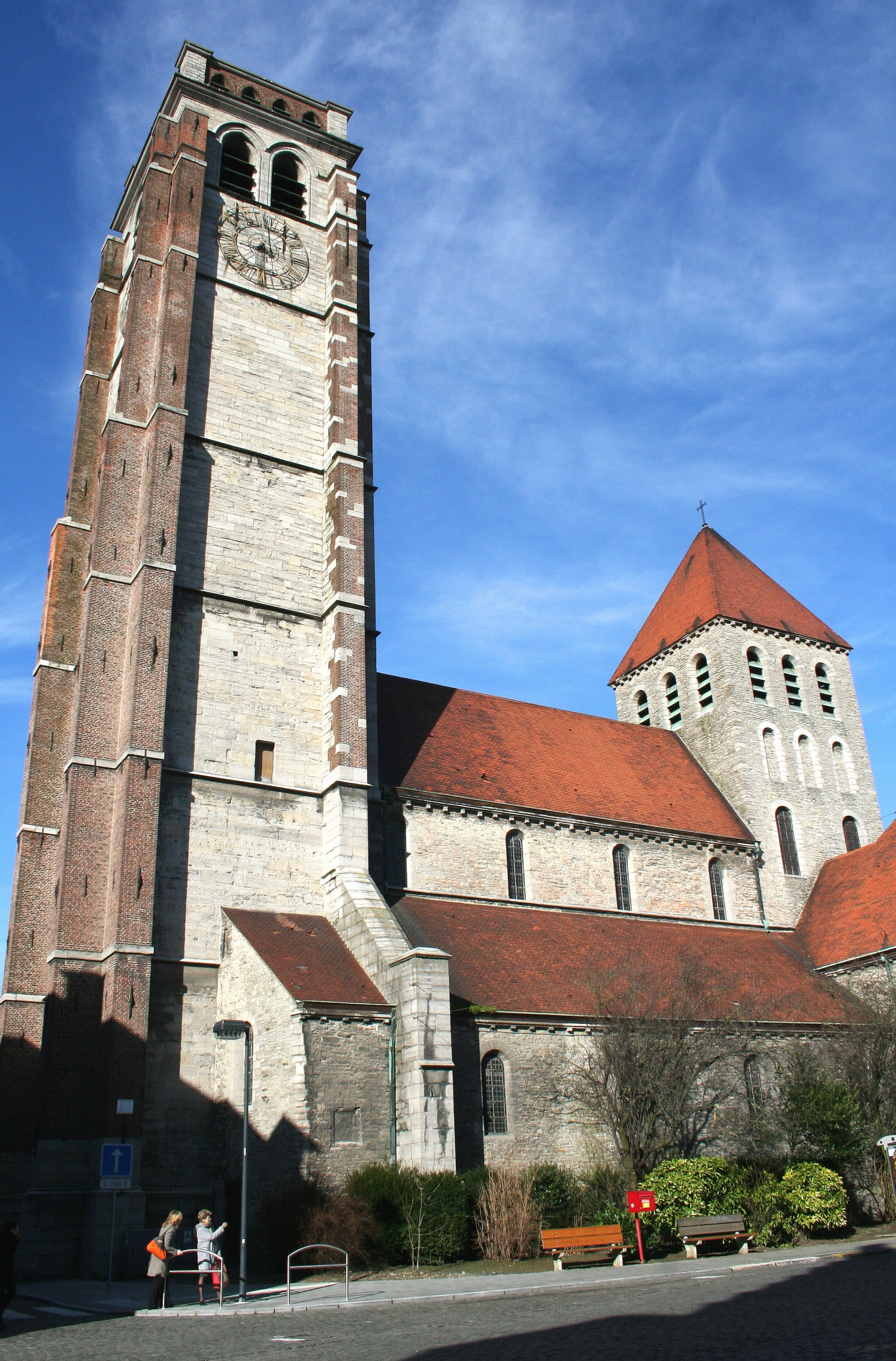
Nhà thờ Saint-Brice
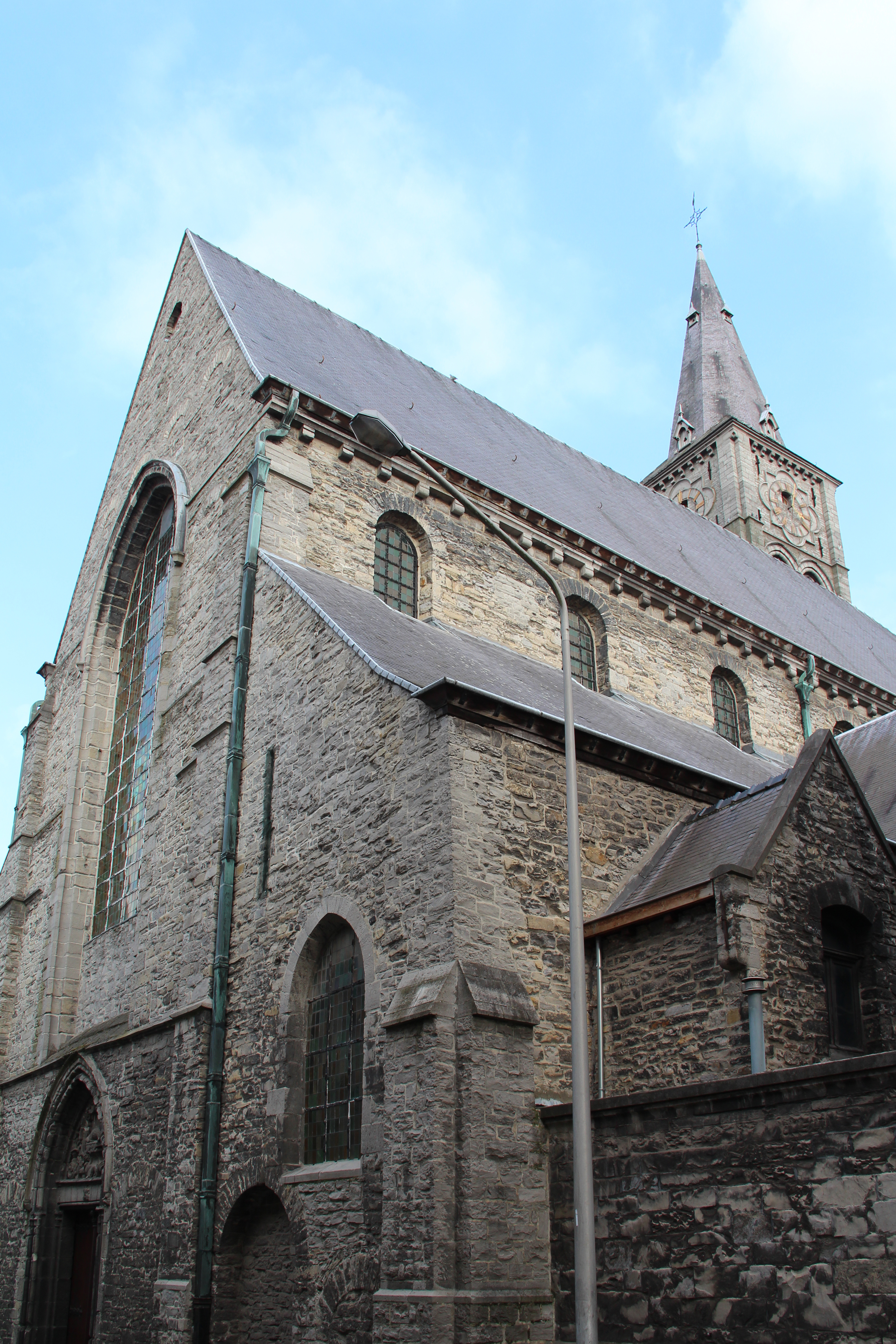
Nhà thờ Saint-Piat
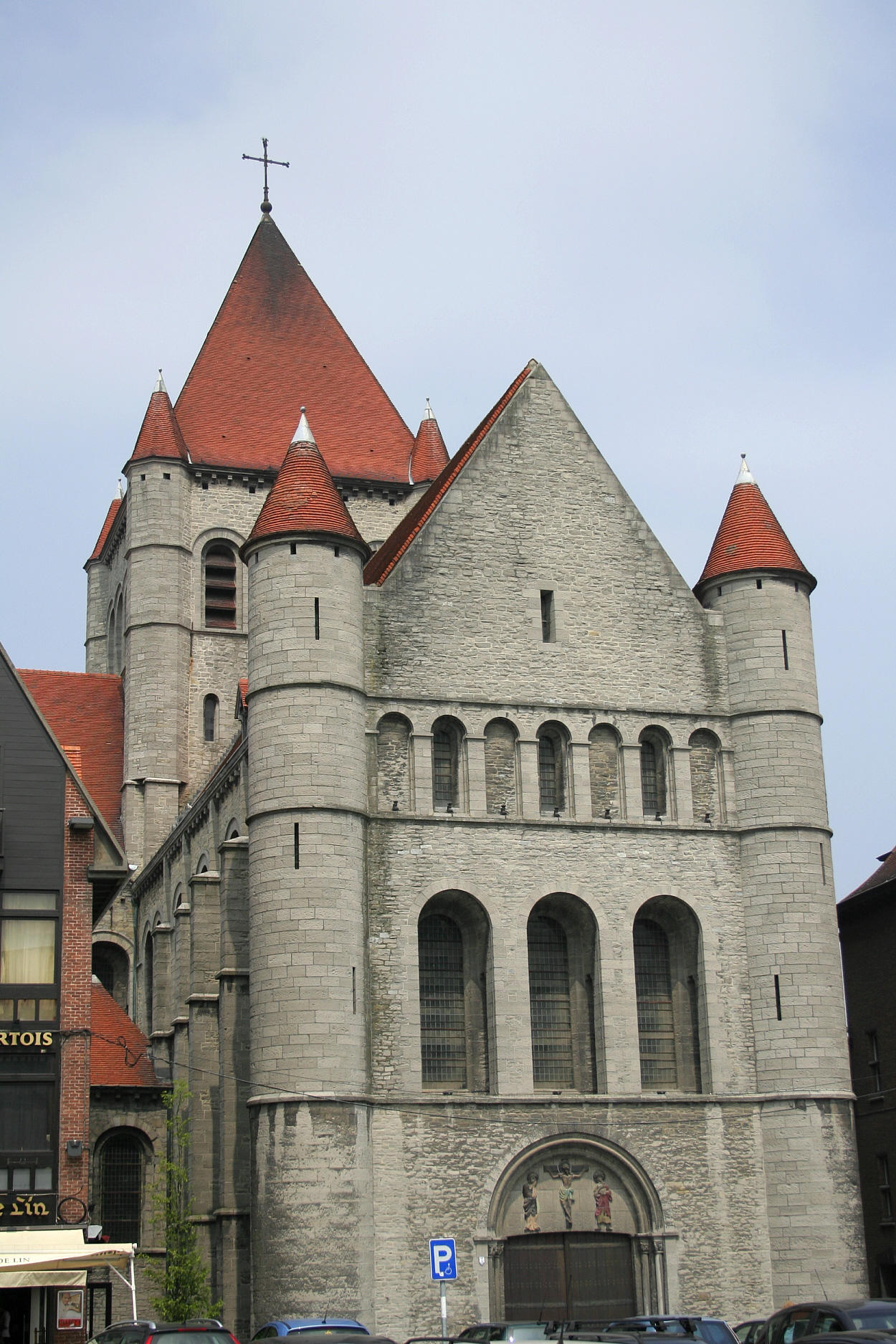
Nhà thờ Saint-Quentin
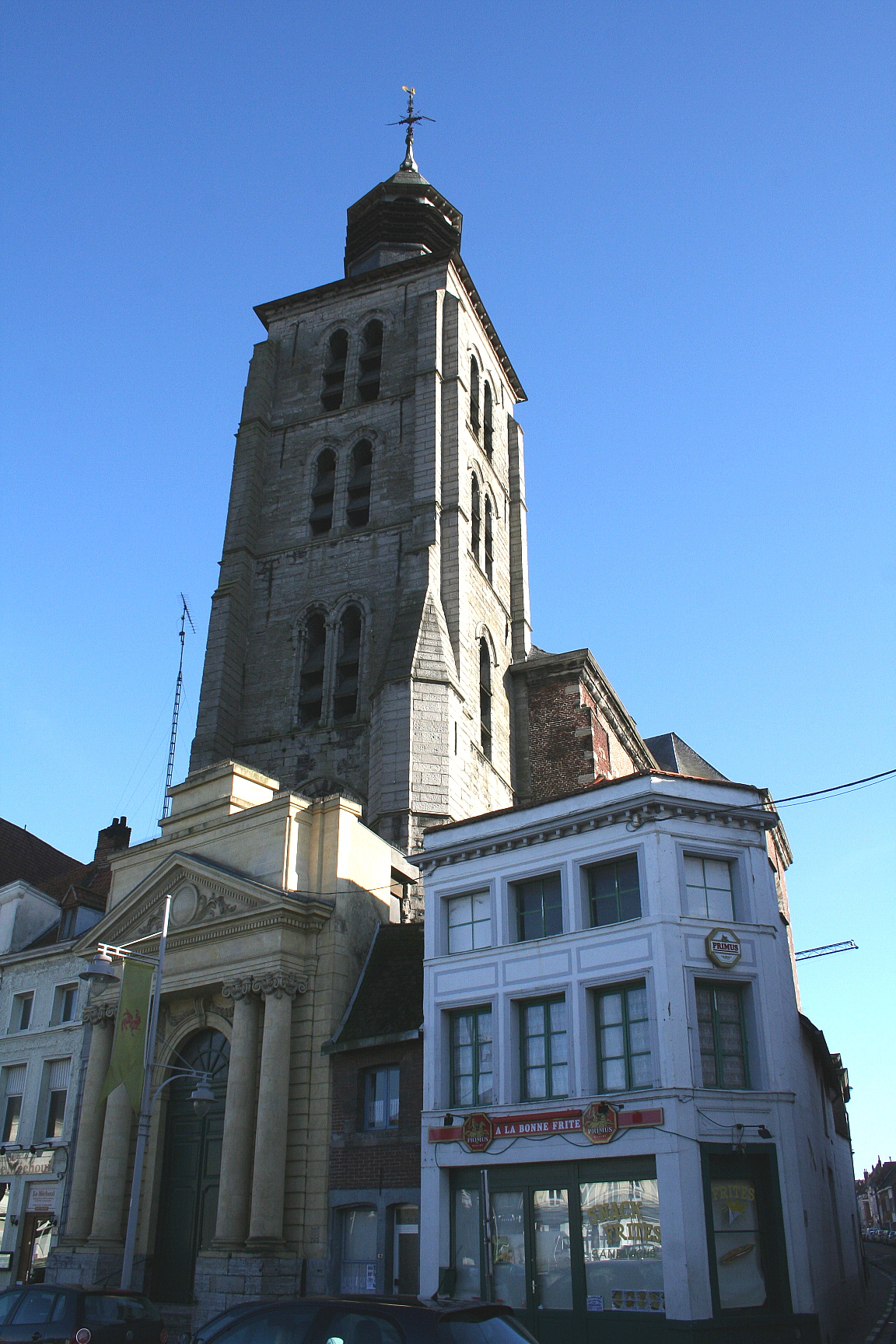
Nhà thờ Sainte-Marguerite
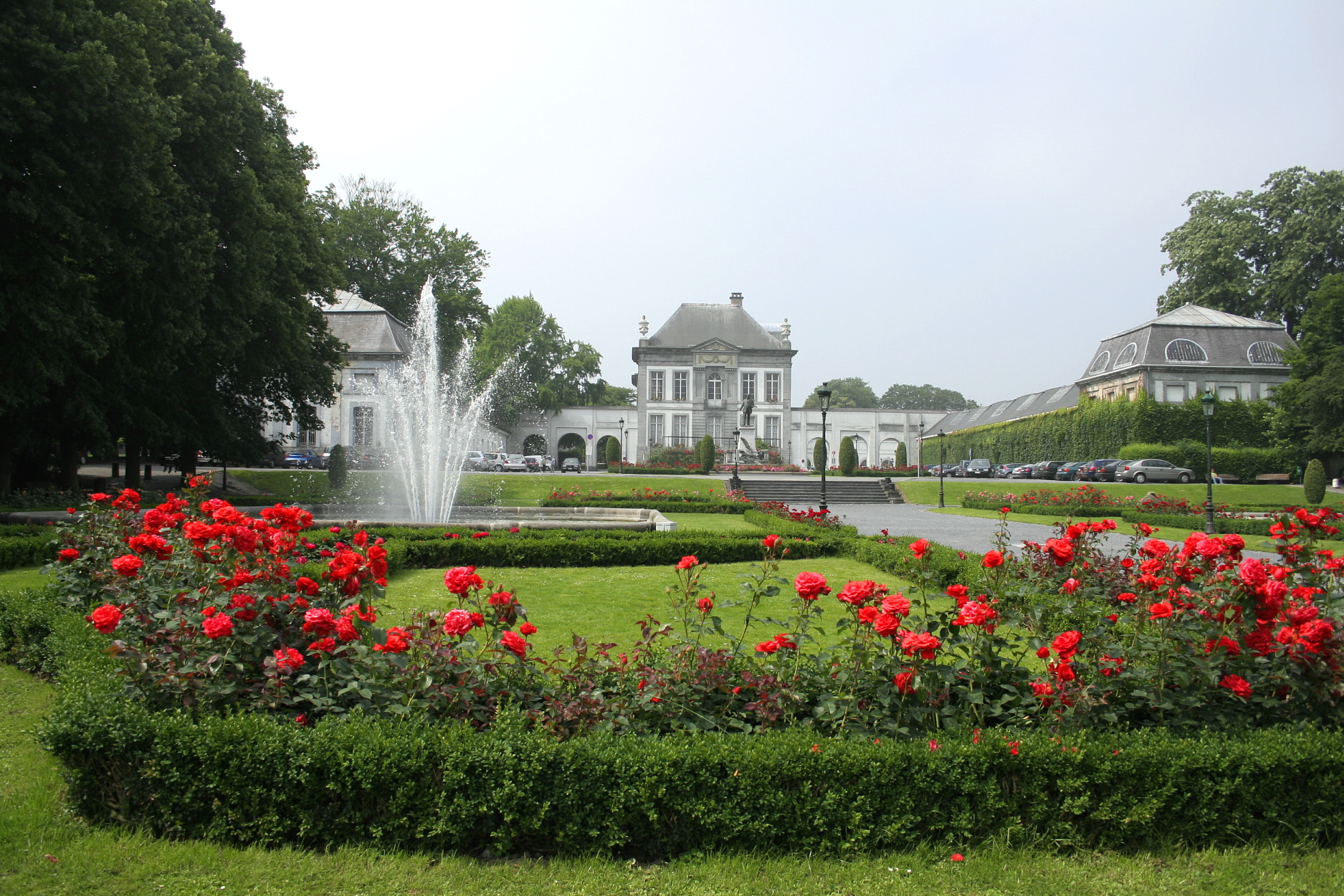
Tòa thị chính và công viên
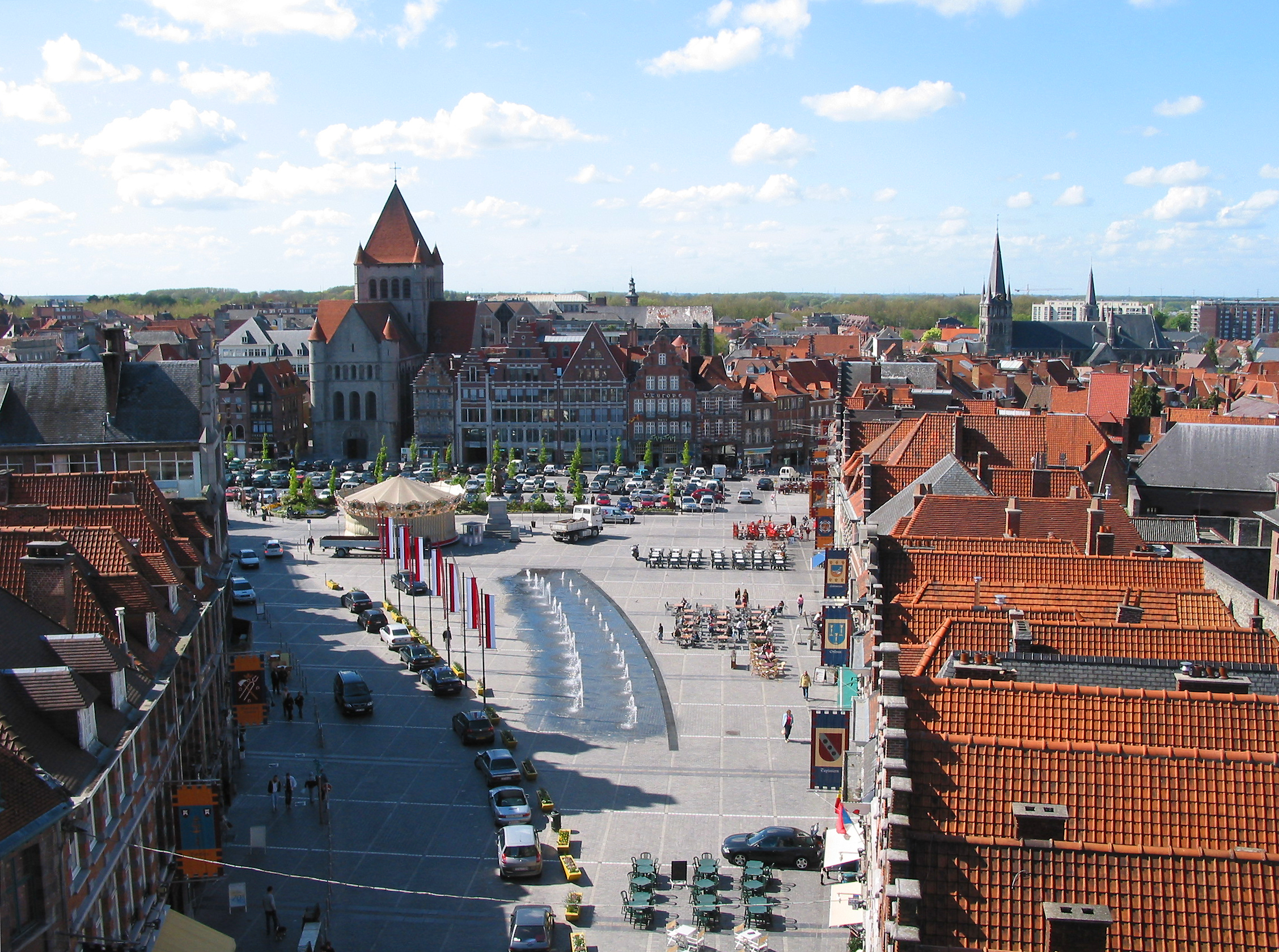
Grand Place